# David W. Blight

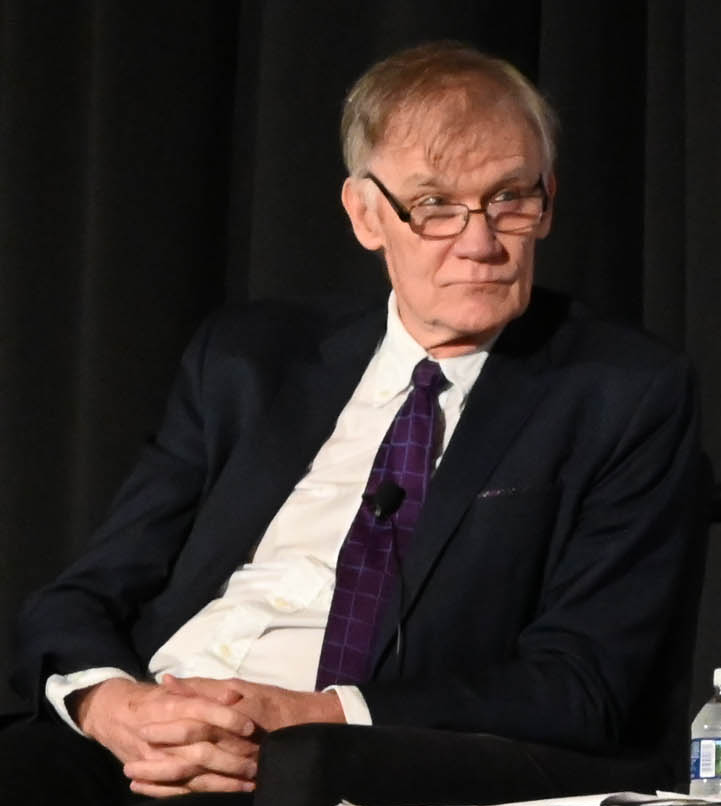
David W. Blight beim National Book Festival 2019

David William Blight (* 21. März 1949) ist ein US-amerikanischer Buchautor und Historiker an der Yale University. Hier ist er Sterling Professor für Geschichte und Direktor des Gilder Lehrman Center zur Erforschung von Sklaverei, Widerstand und Abolition.

## Leben und Wirken
David W. Blight erwarb an der Michigan State University 1971 einen Bachelor in Geschichte und 1976 einen Master in amerikanischer Geschichte. 1985 erhielt er an der University of Wisconsin–Madison unter Richard H. Sewell einen Ph.D., ebenfalls in amerikanischer Geschichte. Der Titel der Arbeit lautete Keeping Faith in Jubilee: Frederick Douglass and the Meaning of the Civil War.
Blight arbeitete sieben Jahre als Geschichtslehrer an einer High School seiner Heimatstadt Flint, Michigan. Eine erste akademische Position hatte er ab 1982 am North Central College in Naperville, Illinois, zuletzt als Assistant Professor. 1987 wechselte er als Assistant Professor an die Harvard University. Von 1989 bis 2002 war er am Amherst College, seit 1998 mit einer ordentlichen Professur, zuletzt als Class of 1959 Professor of History and Black Studies und 1992/1993 unterbrochen von einer Gastprofessur am Amerika-Institut der Ludwig-Maximilians-Universität München im Rahmen des Fulbright-Programms.
Seit 2003 ist Blight an der Yale University, zunächst als Class of 1954 Professor of American History, seit 2019 als Sterling Professor. An der Yale University folgte er 2004 David Brion Davis als Direktor des Gilder Lehrman Center for the Study of Slavery, Resistance, and Abolition. 2013/14 hatte er eine Gastprofessur an der University of Cambridge.
Blight gilt als hervorragender Kenner der Geschichte des Abolitionismus in den Vereinigten Staaten, insbesondere der Lebens- und Wirkungsgeschichte von Frederick Douglass, und als fesselnder Erzähler. Seine Bücher wurden mit mehreren prestigeträchtigen Preisen bedacht, darunter der Pulitzer-Preis für Geschichte.

## Auszeichnungen (Auswahl)
- 2002 Bancroft-Preis für Race and Reunion: The Civil War in American Memory[2]
- 2002 Lincoln-Preis für Race and Reunion: The Civil War in American Memory[3]
- 2002 Mitglied der Society of American Historians
- 2011 Ehrendoktorat der Transylvania University
- 2012 Anisfield-Wolf Book Award für Race and Reunion: The Civil War in American Memory[4]
- 2012 Mitglied der American Academy of Arts and Sciences[5][6]
- 2012 Ehrendoktorat des Bowdoin College
- 2013/14 Präsident der Society of American Historians
- 2015 Ehrendoktorat der Dominican University New York
- 2016 Ehrendoktorat des Muhlenberg College
- 2018 Los Angeles Times Book Prize in der Kategorie „Biographie“ für Frederick Douglass: Prophet of Freedom[7]
- 2019 Bancroft-Preis für Frederick Douglass: Prophet of Freedom[2]
- 2019 Pulitzer-Preis für Geschichte für Frederick Douglass: Prophet of Freedom[8]
- 2019 Francis Parkman Prize für Frederick Douglass: Prophet of Freedom[9]
- 2019 Lincoln-Preis für Frederick Douglass: Prophet of Freedom[3]
- 2020 Gold Medal in History der American Academy of Arts and Letters[10]
- 2021 Mitglied der American Philosophical Society[11]

## Schriften (Auswahl)
- Frederick Douglass’s Civil War: Keeping Faith in Jubilee. Louisiana State University Press, 1989. ISBN 0-8071-1463-4.
- Race and Reunion: The Civil War in American Memory. Cambridge, MA: Belknap Press of Harvard University Press, 2001, ISBN 978-0-674-00819-9.
- A Slave No More: Two Men Who Escaped to Freedom: Including Their Own Narratives of Emancipation. Adult, 2007, ISBN 0-15-101232-6.
- mit Molly Rogers: Delia's Tears: Race, Science, and Photography in Nineteenth-century America, Yale University Press, New Haven / London 2010, ISBN 978-0-300-11548-2.
- American Oracle: The Civil War in the Civil Rights Era. Belknap Press of Harvard University Press, 2011. ISBN 0-674-04855-5.
- Frederick Douglass: Prophet of Freedom. Simon & Schuster, New York 2018, ISBN 978-1-4165-9031-6.